# Snemanje s križa (Rembrandt)
Snemanje s križa (1634) Rembrandta Harmenszoona van Rijna je eden od njegovih številnih verskih prizorov. Delo je olje na platnu in je zdaj v muzeju Ermitaž v Sankt Peterburgu. Delo je slogovno zanimivo z edinstveno figuralno kompozicijo in pestrostjo svetlobnih učinkov. Poleg kompozicije je slika opazna v smislu zgodovinskega konteksta, od povezave med tematiko in Rembrandtovimi družinskimi razmerami do njene ogrožene lokacije med drugo svetovno vojno.

## Opis
Snemanje s križa je klasičen prizor v umetnosti z religiozno tematiko in tako kot mnogi umetniki pred in za njim je tudi Rembrandt ta prizor večkrat upodobil. V Ermitažu ima delo figuralno ureditev precej zapleteno. Medtem ko je scena natrpana, ima vsaka oseba na sliki poseben izraz na obrazu, večinoma prežet s čustvi. To čustvo se kaže v jokajočem, odkritem žalovanju žensk in bolj zamišljenih, tiho napetih izrazih notranje žalosti, ki jih kažejo moški. Jezusova mati Marija je v delu prikazana kot nezavestna, ki je omedlela od silne žalosti. Predstavljena je kako jo podpirajo drugi mimoidoči kot fizično in verjetno psihično uničeno. Jezus sam je upodobljen na realističen način, njegovo telo je spuščeno in precej vznemirljivo zvito, medtem ko ga nosijo po križu, kar kaže na brezživost njegove oblike. Oblika Jezusovega fizičnega telesa je zelo zaobljena, skoraj rubenovska, kar postavlja vprašanje, ali so na Rembrandta vplivale Rubensove izrazito pohotne figure. Na telesu so vidni tudi znaki trnove krone in stigme na Jezusovih rokah in nogah.
Osvetlitev te slike je zelo dodelana in strateško usmerjena na določene figure, ki ustvarjajo skupine mimoidočih. Intenzivnost svetlobe je zelo raznolika. Najsvetlejša področja so na Jezusovem telesu, ki ga promovirajo kot osrednjo točko dela, najtemnejše področje pa na neosvetljenem, skoraj črnem, črnilastem ozadju. Različne bakle in sveče osvetljujejo figure, saj se prizor odvija ponoči. Različne vrste sveč in bakel zagotavljajo različne jakosti svetlobe. Čeprav se stopnja spreminja, svetloba posebej osvetljuje in razmejuje tri glavne skupine. Te skupine so Jezus in ljudje, ki ga nosijo, ženske, ki polagajo nekaj, kar je videti kot pogrebni prt, ter Marija in njeni podporniki. Zdi se, da ta strateška osvetlitev ustvarja nekakšen red v delu, osvetljuje, kaj se je zgodilo, kaj se bo zgodilo naslednje, in učinek, ki ga ima na druge.
Rembrandt je v svojih slikah pogosto uporabljal verske prizore in podobe. Rembrandtova družina je bila precej premožna, njegov oče je bil mlinar, mati pa pekova hči. Čeprav je pozneje ustvaril veliko svetopisemskih del, Rembrandt ni bil vzgojen v cerkvi. Njegova mati je bila katoličanka, oče pa je pripadal nizozemski reformirani cerkvi. Vendar pa ni dokazov, da je Rembrandt pripadal cerkvi. Skozi Rembrandtovo mladost in zgodnja leta njegove kariere je Nizozemska doživljala velike spremembe v veri v obliki tretjega vala protestantske reformacije. Tretjemu valu reformacije je pozorno sledila velika kampanja rimskokatoliških jezuitov, da bi poskušali obuditi vero med katoličani. Zmanjševanje števila katoličanov in dotok protestantskih priseljencev je povzročilo konec rimskokatoliške dobe in vzpon ortodoksnega kalvinizma, ki je na Nizozemskem ostal vse do danes. Rembrandtova izbira tega posebnega svetopisemskega prizora je del tako rimskokatoliškega kot protestantskega verskega sistema.
V sodobnejšem času, med drugo svetovno vojno, se je muzej Ermitaž, ki hrani Rembrandtovo Snemanje s križa, znašel pred dilemo, kaj storiti z možnostjo obleganja Leningrada. Muzejski zakladi, vključno s Snemanjem s križa, so bili evakuirani iz razstav. Slike so vzeli iz okvirjev in zapakirali v zaboje, dela, ki so bila prevelika ali preveč krhka, da bi jih zapakirali, pa so preselili v muzejske trezorje in kleti, ki so bile okrepljene pred bližajočimi se bombami. Po obleganju je bil Ermitaž popravljen in napolnjen z mojstrovinami ter ponovno odprt leta 1945.